# Lutom (Grande-Pologne)
Pour les articles homonymes, voir Lutom.
Lutom (prononciation : [ˈlutɔm]) est un village polonais de la gmina de Sieraków dans le powiat de Międzychód de la voïvodie de Grande-Pologne dans le centre-ouest de la Pologne.
Il se situe à environ 4 kilomètres au sud-est de Sieraków (siège de la gmina), 19 kilomètres à l'est de Międzychód (siège du powiat), et à 59 kilomètres au nord-ouest de Poznań (capitale de la Grande-Pologne).

## Histoire

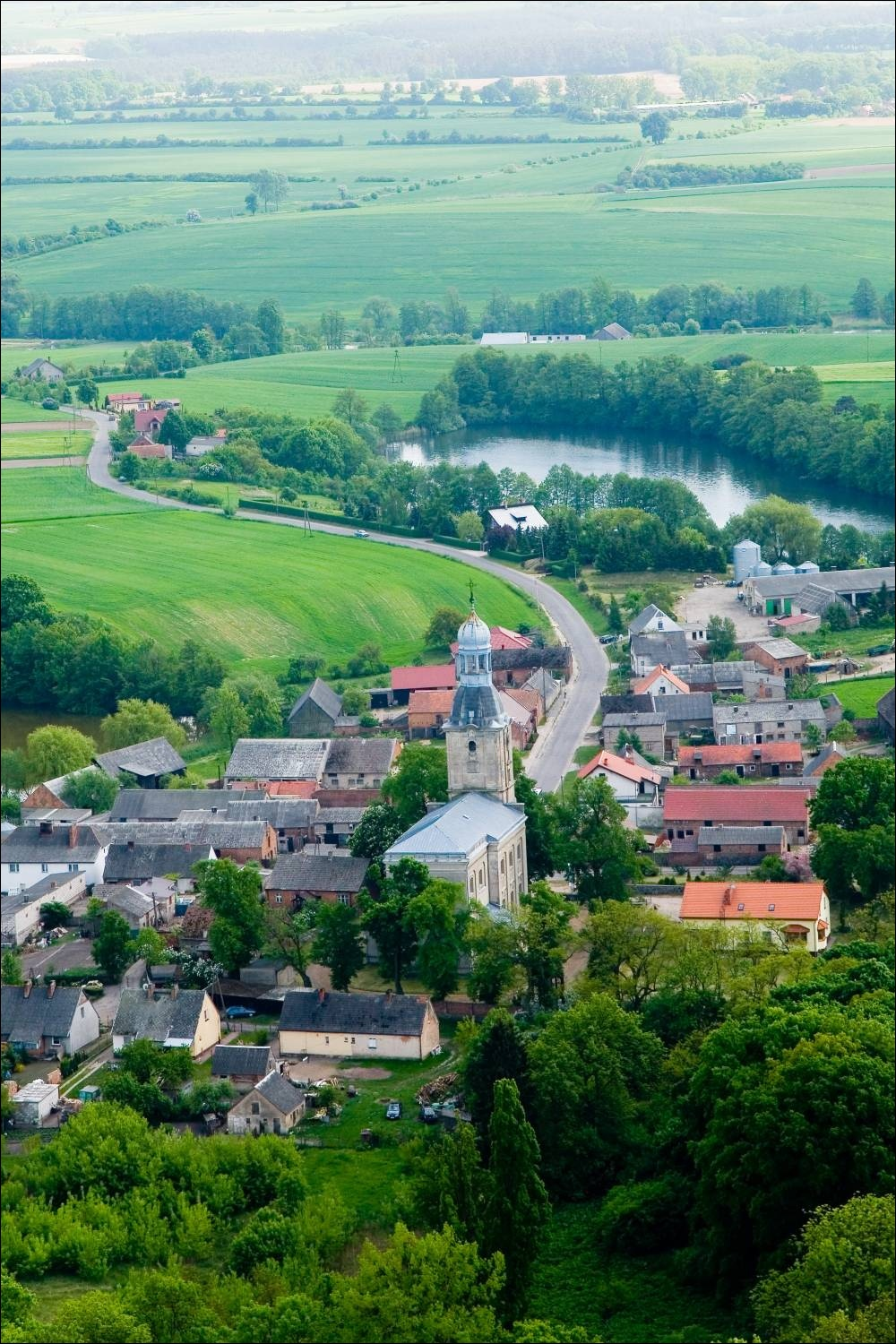
Vue aérienne du village de Lutom.

De 1975 à 1998, le village faisait partie du territoire de la voïvodie de Poznań.

Depuis 1999, Lutom est situé dans la voïvodie de Grande-Pologne.
Le village possède une population de 531 habitants en 2012.